# Carla Sozzani
Carla Sozzani, född 29 juni 1947 i Mantua i Lombardiet, är en italiensk journalist, gallerist och kurator. Hon är även bokförläggare och affärskvinna inom mode och kultur.

## Biografi
Carla Sozzani avlade examen i ekonomi vid Università Commerciale Luigi Bocconi i Milano. När hon gick på universitetet i slutet av 1960-talet och början av 1970-talet började hon att arbeta som redaktör för flera italienska modetidningar.
År 1990 grundade hon Galleria Carla Sozzani och skapade därefter konceptbutiken 10 Corso Como, en plats för mode och kultur i Milano.
Under årens gång har hon öppnat ett flertal 10 Corso Como-butiker, bland annat i Seoul, Tokyo och Shanghai. Hösten 2018 öppnade hon en 10 Corso Como-butik i New York.
Sozzani är faster till fotografen Francesco Carrozzini och syster till italienska Vogues mångåriga chefredaktör Franca Sozzani (1950–2016). De båda har varit mycket inflytelserika för italienskt mode.
Carla Sozzani är sedan 2020 ansvarig för en ny färgsättning av Arne Jacobsens stol Sjuan.